# Melamphaes simus
Melamphaes simus är en fiskart som beskrevs av Ebeling 1962. Melamphaes simus ingår i släktet Melamphaes och familjen Melamphaidae. Inga underarter finns listade i Catalogue of Life.